# Pheidole bergi
Pheidole bergi är en myrart som beskrevs av Mayr 1887. Pheidole bergi ingår i släktet Pheidole och familjen myror.

## Underarter
Arten delas in i följande underarter:
- P. b. alienata
- P. b. bergi
- P. b. goetschi
- P. b. pulliventris
- P. b. subparallela

## Bildgalleri

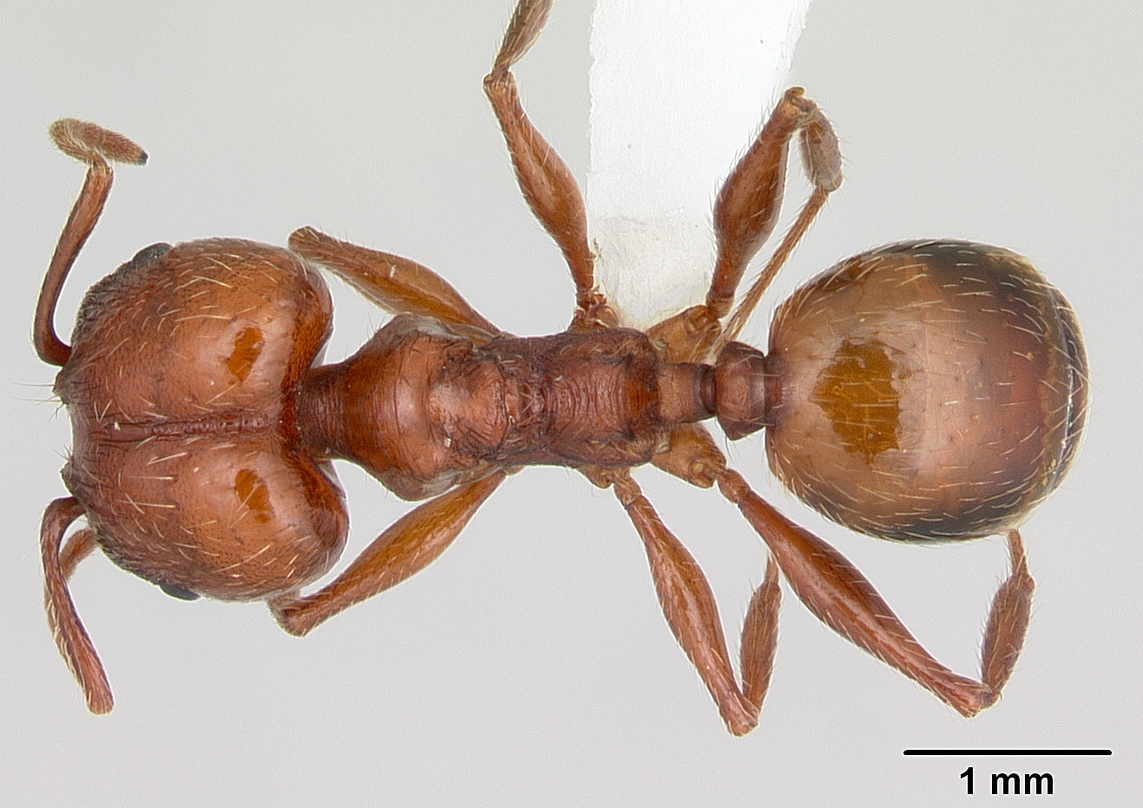
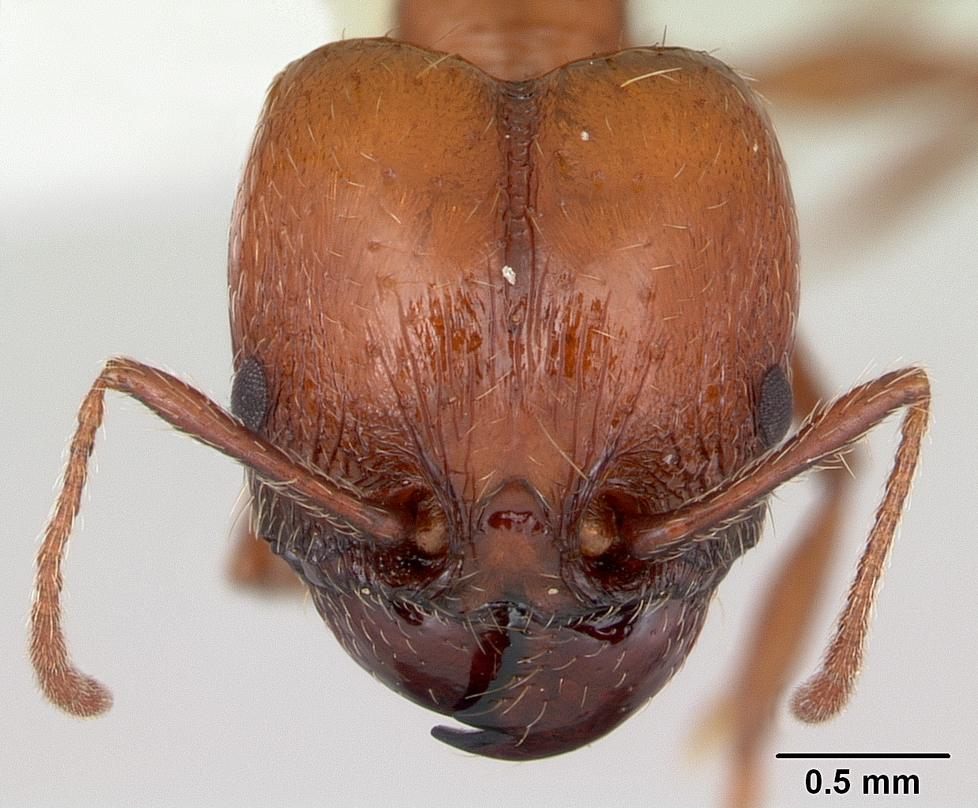
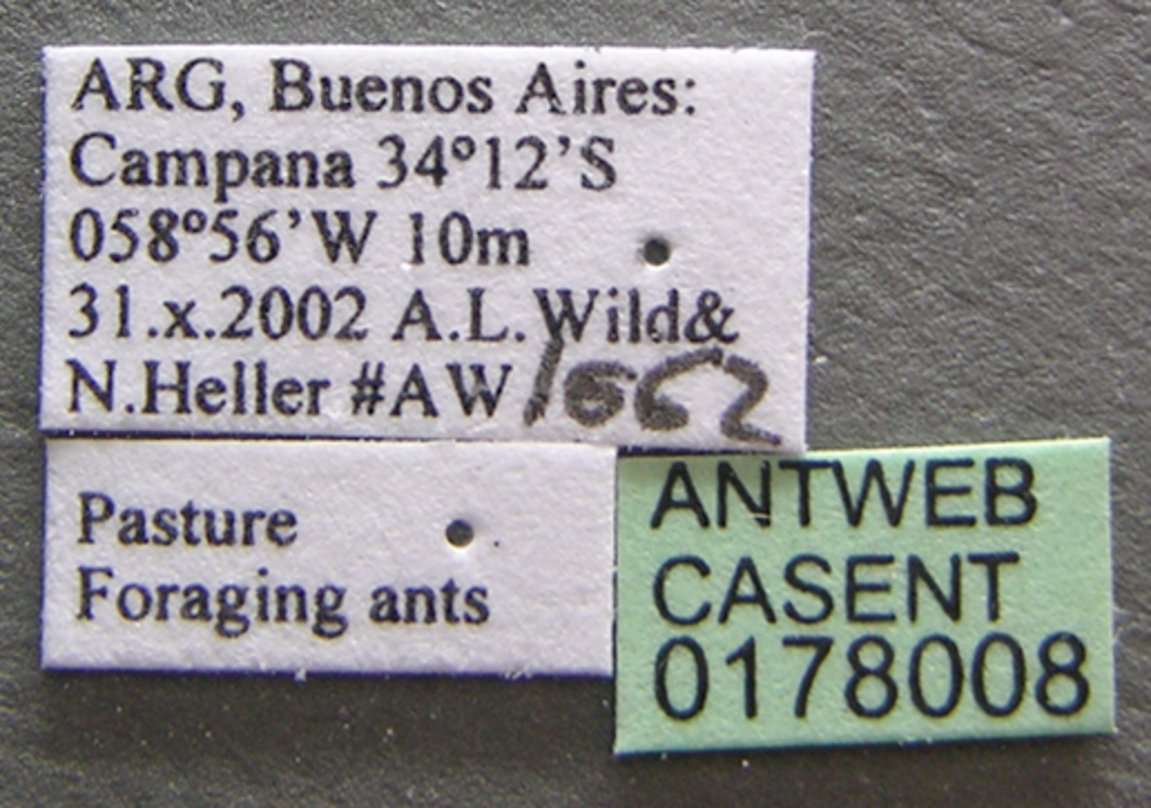
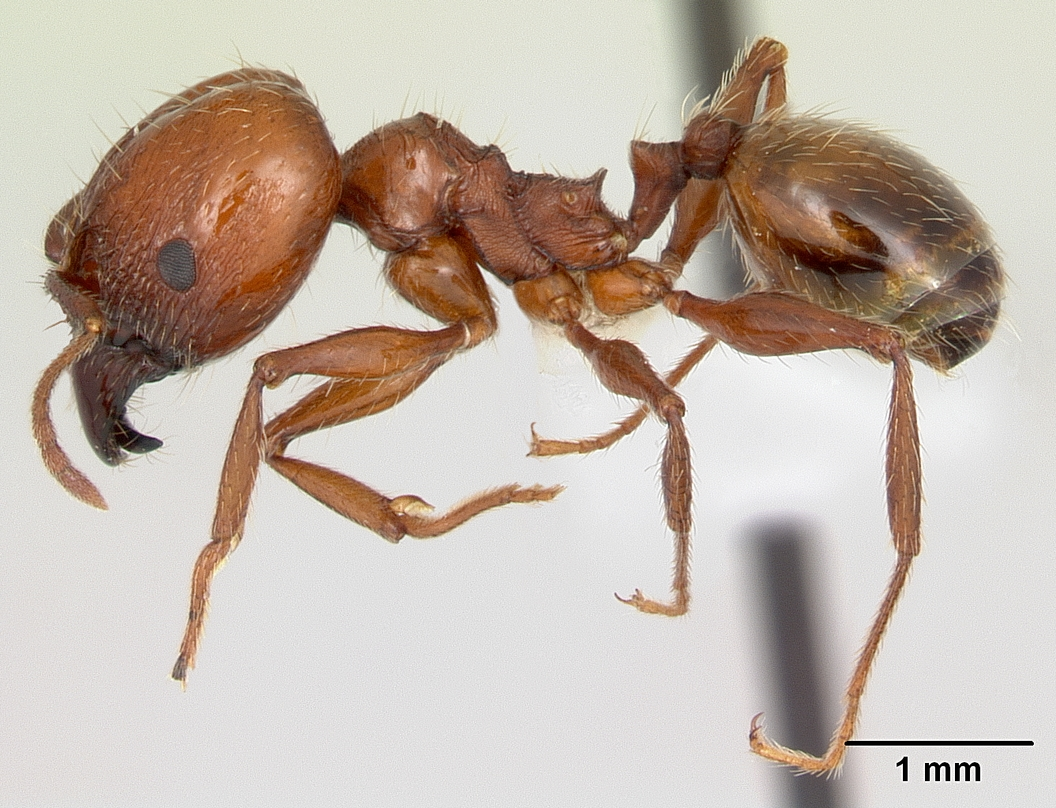
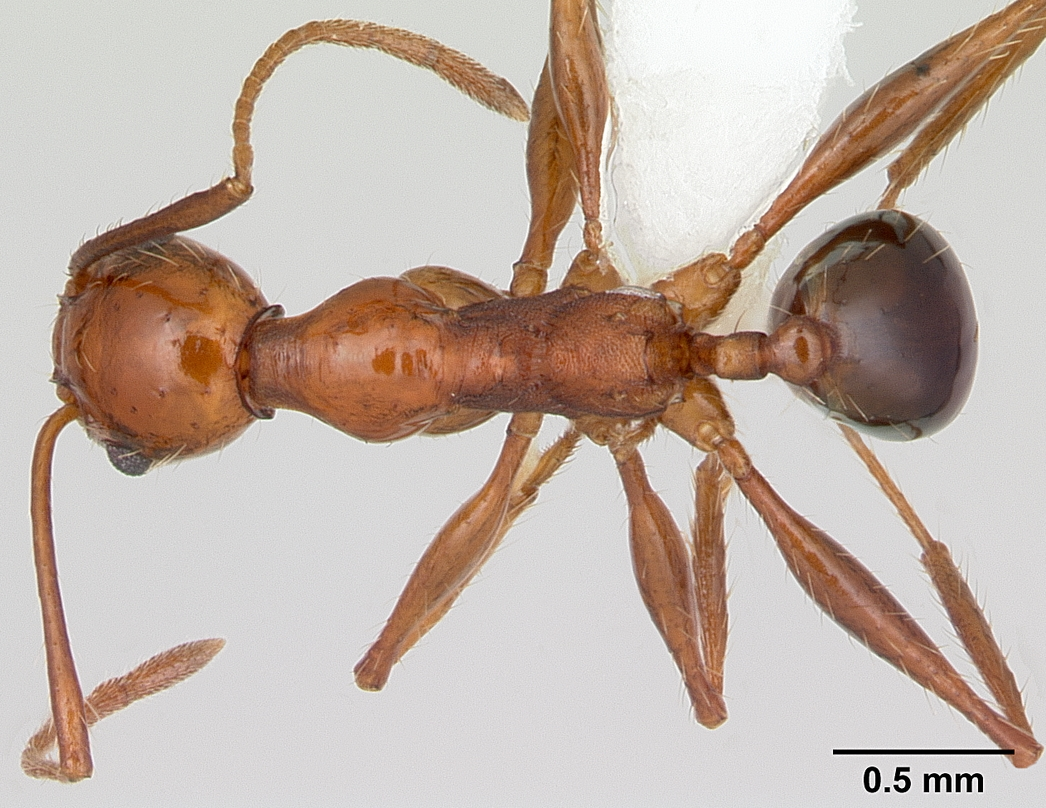
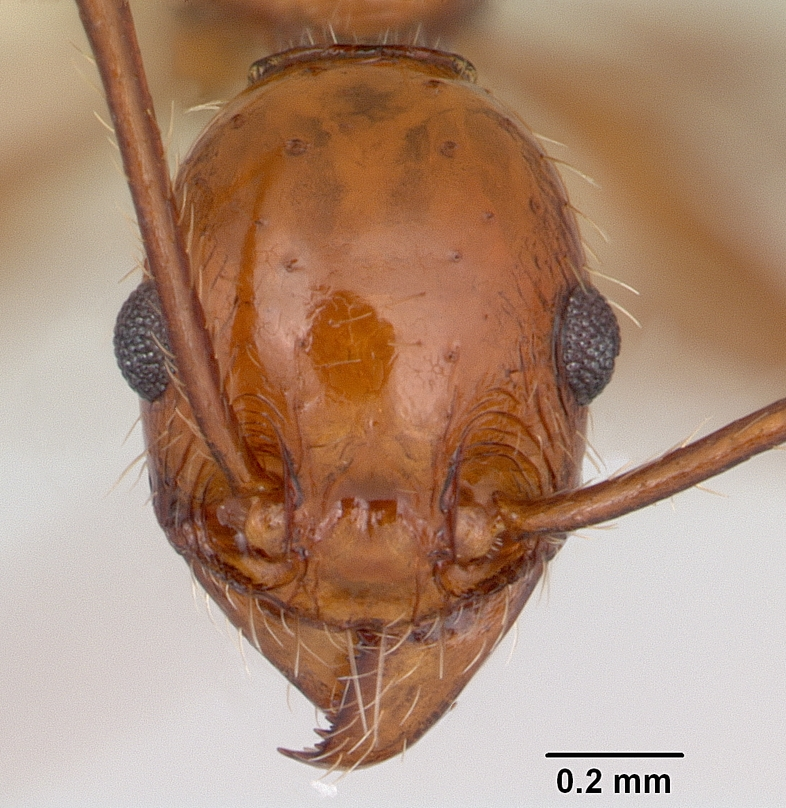